# Heyite
La heyite è un minerale.